# Natchez
Natchez (izg. NATCH-iz, ncz naːʃt͡seh) Natchez: [naːʃt͡seh] so staroselsko ljudstvo v Združenih državah Amerike, ki je prvotno živelo na območju Natchez Bluffs v Spodnji dolini Misisipija, blizu današnjega mesta Natchez, Misisipi. Kronika De Soto ni zabeležila njihove prisotnosti, ko so leta 1543 prišli po reki. Govorijo jezik brez znanih bližnjih sorodnikov, čeprav je morda zelo oddaljeno povezan z jeziki Muskogean iz konfederacije Creek. Nekoliko nezanesljiv arhivist Pierre Margry je zabeležil, da so se Natchezi sami imenovali "Theloel". Zgodnji ameriški geograf je v svojem leksikonu iz leta 1797 zapisal, da so bili znani tudi kot "Indijanci sončnega zahoda".
Natchezi so znani po tem, da so edina kultura Misisipija z značilnostmi kompleksnega poglavarstva, ki je dolgo preživela v obdobje evropske kolonizacije Amerik. Druge družbe Misisipija na jugovzhodu so na splošno doživele pomembne preobrazbe kmalu po stiku s Španskim imperijem ali drugimi naseljenskimi kolonisti iz čezmorskih dežel. Natchezi so znani tudi po tem, da so imeli nenavaden socialni sistem plemiških razredov in eksogamnih zakonskih praks. To je bila močno matrilinearna sorodstvena družba, kjer se je poreklo štelo po ženski liniji. Vrhovni poglavar, imenovan "Veliko Sonce", je bil vedno sin "Ženskega Sonca", katerega hči bi bila mati naslednjega "Velikega Sonca". To je zagotavljalo, da je poglavarstvo ostalo pod nadzorom ene same sončne linije. Etnologi niso dosegli soglasja o tem, kako je prvotno deloval družbeni sistem Natchezov in tema je nekoliko sporna.
Leta 1731 so bili Natchezi po več vojnah s Francozi poraženi. Večino ujetih preživelih so poslali v kolonijo Saint-Domingue in jih prodali v suženjstvo; drugi so se zatekli k drugim plemenom, kot so Muskogean Chickasaw in  Creek ter Cherokee, ki so govorili irokeško. Danes je večina družin in skupnosti Natchezov najdenih v Oklahomi, kjer so člani Natchezov vpisani v zvezno priznani Cherokee in Muscogee (Creek) plemeni v Oklahomi. V začetku enaindvajsetega stoletja so pleme Edisto Natchez-Kusso, med drugim, državno priznali v zvezni državi Južna Karolina kot potomce majhne skupine Natchezov, ki so se naselili v državi v osemnajstem stoletju, vendar te entitete trenutno nimajo zveznega priznanja s strani Urada za indijanske zadeve.

## Prazgodovina
Zgodovinskim Natchezom je na tem območju predhodila tisto, kar arheologi imenujejo avtohtona kultura Plaquemine, del večje, prazgodovinske kulture Mississippi, ki se je razprostirala po celotni spodnji dolini Mississippija in njenih pritokih. Njeno največje središče je bilo v Cahokiji v današnjem Illinoisu blizu sotočja rek Illinois, Missouri in Mississippi. Njeni ljudje so znani po svojih hierarhičnih skupnostih, gradnji kompleksnih zemeljskih del in arhitekturi ploščadi, ter intenzivnem gojenju koruze.
Arheološki dokazi kažejo, da so ljudje kulture Plaquemine, razširitve kulture Coles Creek, živeli v regiji Natchez Bluffs vsaj od leta 700 n. št. Natchez Bluffs se nahajajo ob vzhodni strani reke Mississippi v današnjem Mississippiju. V poznem prazgodovinskem obdobju, okoli leta 1500, so ljudje kulture Plaquemine zasedali ozemlje od reke Big Black na severu do približno reke Homochitto na jugu. Ljudje Plaquemine so zgradili številne ploščadi, vključno z Emerald Mound, drugo največjo predkolumbovsko strukturo v Severni Ameriki severno od Mehike. Emerald Mound je bil pomembno obredno središče.
Natchezi so v svojem času uporabljali Emerald Mound, vendar so mesto zapustili pred letom 1700. Njihovo središče moči se je premaknilo v Grand Village of the Natchez. Grand Village je imel med tremi in petimi ploščadmi.
Do leta 1700 so Natchezi zasedali ozemlje, ki je pokrivalo le območje približno med Fairchilds Creek in South Fork Coles Creek na severu do St. Catherine's Creek na jugu. To območje je približno severna polovica današnjega okrožja Adams v Mississippiju.

## Protozgodovinsko obdobje
Najzgodnejši evropski zapis o Natchezih je morda iz dnevnikov španske odprave Hernanda de Sota. Leta 1542 je de Sotova odprava naletela na močno poglavarstvo, ki se je nahajalo na vzhodnem bregu reke Mississippi. Domači viri so ga imenovali "Quigualtam", po imenu vrhovnega poglavarja. Različni učenjaki so razpravljali o tem, ali je bilo to poglavarstvo poglavarstvo Natchezov iz obdobja Emerald (1500–1680), ki je bilo takrat v vzponu. Srečanje je bilo kratko in nasilno; domorodci so napadli in preganjali Špance s svojimi kanuji. Nadaljnjih evropskih stikov z domorodci na tem območju ni bilo več kot 140 let, vendar so trpeli zaradi epidemij nalezljivih bolezni, ki so jih posredno prenesli drugi Indijanci od evropskih trgovcev. Te in druge vdore so močno zmanjšale domorodno prebivalstvo. V zgodovinskem obdobju se je lokalna moč prenesla na "Grand Village of the Natchez".

## Obdobje francoskega stika
Francozi so raziskovali spodnji tok reke Mississippi v poznem 17. stoletju. Začetna francosko-natchezska srečanja so bila mešana. Leta 1682 je René Robert Cavelier, Sieur de La Salle, vodil odpravo po reki Mississippi. Natchezi so skupino dobro sprejeli, a ko so se Francozi vrnili navzgor po reki, jih je pričakala sovražna sila približno 1.500 natchezskih bojevnikov in so hitro odšli. Ob naslednjem francoskem obisku v devetdesetih letih 17. stoletja so bili Natchezi gostoljubni in prijazni. Ko je Pierre Le Moyne d'Iberville leta 1700 obiskal Natcheze, so mu priredili tridnevno mirovno slovesnost, ki je vključevala kajenje obredne pipe in pojedino.
Francoski katoliški misijonarji iz Kanade so se začeli naseljevati med Natchezi leta 1698. Na obali Mehiškega zaliva so francoski kolonisti ustanovili Biloxi, Mississippi leta 1699 in Mobile, Alabama leta 1702. Zgodnjo francosko Louisiano so med drugim upravljali Pierre Le Moyne d'Iberville in njegov brat Jean-Baptiste Le Moyne, Sieur de Bienville. Oba brata sta imela pomembno vlogo v francosko-natchezskih odnosih.
V zgodnjem 18. stoletju so po francoskih virih Natchezi živeli v šestih do devetih vaških okrožjih s prebivalstvom, ocenjenim na 4.000–6.000 ljudi in z zmožnostjo zbrati 1.500 bojevnikov. V spodnjem delu St. Catherine's Creek so bila tri vaška okrožja, imenovana Tioux, Flour in Velika vas Natchez (Grand Village of the Natchez). Tri druga vaška okrožja so se nahajala na severovzhodu, ob zgornjem toku potoka St. Catherine's Creek in Fairchild's Creek, imenovana White Apple (tudi Belo jabolko ali White Earth), Grigra in Jenzenaqu' (ali Hickories). Zgodovinar James Barnett mlajši, je to razpršeno vodstveno strukturo opisal kot razvoj v letih po epidemiji. Omogočila je Natchezom, da so ohranjali prijateljske diplomatske odnose z evropskimi naseljenci vseh narodnosti, vendar je sčasoma povzročila globlje notranje delitve v družbi Natchez.
Poglavarje Natchezov so imenovali Sonca, vrhovnega poglavarja pa "Veliko Sonce" (Natchez: uwahšiL li∙kip). Ko so prispeli Francozi, so Natchezem vladali Veliko Sonce in njegov brat, "Tattooed Serpent", oba dedna položaja. Veliko Sonce je imelo vrhovno oblast nad civilnimi zadevami, Tattooed Serpent pa je nadzoroval politična vprašanja vojne in miru ter diplomacijo z drugimi narodi. Oba sta živela v Veliki vasi Natchez. Manjši poglavarji, večinoma iz kraljeve družine Sonca, so predsedovali v drugih vaseh Natchez.
Natchezi so izvajali obredno človeško žrtvovanje ob smrti Sonca. Ko je umrl moški Sonce, so njegove žene morale spremljati z izvedbo obrednega samomora. Takšna žrtev je bila povezana z veliko častjo in včasih so se mnogi Natchezi odločili slediti Soncu v smrt. Na primer, ob smrti Tattooed Serpent leta 1725 sta se dve njegovi ženi, ena od njegovih sester (ki so jo Francozi poimenovali La Glorieuse), njegov prvi bojevnik, njegov zdravnik, njegov glavni služabnik in žena služabnika, njegova dojilja in mojster bojnih palic, vsi odločili umreti z njim.
Matere so včasih žrtvovale dojenčke v takšnih obredih, dejanje, ki je materi podelilo čast in poseben status. Sorodniki odraslih, ki so se odločili za obredni samomor, so bili prav tako počaščeni in so se povzpeli po statusu. Praksa obrednega samomora in dedomorstva ob smrti poglavarja je obstajala med drugimi domorodnimi Američani, ki so živeli ob spodnjem toku reke Mississippi, kot so Taensa.
V poznem 17. in zgodnjem 18. stoletju so francoski kolonisti na jugovzhodu Amerike začeli boj za oblast s tistimi, ki so živeli v koloniji Karolina. Trgovci iz Karoline so vzpostavili veliko trgovsko mrežo med domorodnimi ljudstvi jugovzhodne Amerike, in do leta 1700 se je raztezala zahodno vse do reke Mississippi. Pleme Chickasaw, ki je živelo severno od Natchezov, so pogosto obiskovali karolinski trgovci, kar jim je omogočilo dostop do vira strelnega orožja in alkohola. Ena izmed najbolj donosnih trgovin s karolinskimi trgovci je vključevala trgovanje z indijanskimi sužnji. Desetletja so Chickasawi izvajali suženjske napade na širokem območju jugovzhodne Amerike, pogosto so se jim pridružili zavezniški bojevniki Natchez in Yazoo. Te roparske skupine so se premikale na velike razdalje, da bi ujele sužnje iz sovražnih plemen. V enem primeru je roparska skupina Chickasaw, Natchez in Yazoo leta 1713 napadla ljudstvo Chaouacha, indijansko pleme, ki je živelo blizu ustja reke Mississippi. Veliki poglavar Chaouachov je bil ubit; njegova žena in deset drugih so bili odpeljani v Karolino, kjer so jih prodali v suženjstvo.
Čeprav so karolinski trgovci delovali na jugovzhodu Amerike že desetletja, so francoski trgovci hitro vzpostavili gospodarske mreže po vsej regiji v nekaj letih po svojem prihodu. Večina indijanskih plemen v regiji si je prizadevala ohraniti trgovske povezave s čim več Evropejci, kar je spodbujalo konkurenco in zniževanje cen. Do leta 1710 so se Natchezi trdno integrirali s Francozi, trgovali so s krznom za strelno orožje, odeje, alkohol in druge zaloge. Kljub temu so Natchezi ohranili svoje trge odprte za vse evropske trgovce. Naraščajoči tempo evropske kolonizacije je povzročil poslabšanje notranjih napetosti v družbi Natchez. Več vasi, ki jih je vodila Velika vas Natchez in vključno z vasmi Flour in Tioux, je odkrito podpiralo Francoze. Druge, vključno z Belo jabolko, Jenzenaque in Grigra, so ohranjale distanco od Francozov in razmišljale o iskanju zavezništev drugje. Voditelja Veliko sonce in Tetovirana kača sta živela v Veliki vasi Natchez in sta bila na splošno prijateljska do Francozov. Ko je izbruhnilo nasilje med Natchezi in Francozi, je bila vas Belo jabolko običajno glavni vir napetosti, kot pri uporu Natchez.
Francoske kolonialne oblasti so Natcheze redno opisovale kot tiste, ki jim vladata z absolutno, despotsko avtoriteto Veliko sonce in Tetovirana kača. Obstoj dveh nasprotujočih si frakcij je bil dobro znan in dokumentiran. Veliko sonce in Tetovirana kača sta večkrat poudarila svojo težavo pri nadzorovanju sovražnih Natchezov. Verjetno je, da je frakcija Belo jabolko delovala vsaj polsamostojno. Kakršno koli moč, ki jo je imela družina Velikega sonca in Tetovirane kače nad oddaljenimi vasmi, se je zmanjšala v poznih 1720-ih, potem ko sta oba umrla. Nasledili so ju razmeroma mladi, neizkušeni voditelji. Medtem ko je bil novi Veliko sonce tehnično vrhovni poglavar Natchezov, je poglavar Belega jabolka postal najstarejši poglavar Sonca in je imel večjo politično moč kot Veliko sonce. Francozi so še naprej držali Veliko sonce odgovorno za ravnanje vseh vasi Natchez. Vztrajali so pri obravnavanju Natchezov, kot da bi bili enoten narod, ki mu vlada iz njegove prestolnice, Velike vasi Natchez.
V 1710-ih in 1720-ih se je francoska prisotnost in naseljevanje na ozemlju Natchezov povečalo iz peščice trgovcev in misijonarjev na stotine naseljencev (približno 400 francoskih kolonistov in 200 zasužnjenih Afričanov). Gojili so več velikih plantaž tobaka in vzdrževali vojaško postojanko v Fort Rosalie. Francoski kolonisti so se pogosto poročali z ženskami Natchez. Sprva so Natchezi pozdravili francoske naseljence in jim dodelili zemljišča, čeprav so zgodovinarji opazili, da je malo verjetno, da bi imeli enak koncept lastništva zemlje kot Francozi.

## Konflikti s Francozi
V 1710-ih in 1720-ih je štirikrat izbruhnila vojna med Francozi in Natchezi. Francozi so jih poimenovali "Prva vojna Natchezov (1716)", "Druga vojna Natchezov (1722)", "Tretja vojna Natchezov (1723)" in "Upor Natchezov leta 1729".
Zadnja od teh vojn je bila največja, v kateri so Natchezi uničili francoske naselbine na svojem ozemlju. V povračilo so Francozi sčasoma pobili ali deportirali večino ljudstva Natchez. Upor iz leta 1729, ki je po obsegu in pomembnosti zasenčil prve tri, se včasih imenuje preprosto vojna Natchezov. Vsi štirje konflikti so vključevali dve nasprotujoči si frakciji znotraj naroda Natchez. Frakcija Velikega Sonca je bila na splošno prijateljska do Francozov. Nasilje se je običajno začelo ali pa so ga sprožili dogodki med Natchezi iz vasi "White Apple". V vseh vojnah, razen v zadnji, je bil mir ponovno vzpostavljen predvsem zaradi prizadevanj Tetoviranega Kače iz "Velike vasi Natchezov".
Prvo vojno Natchezov leta 1716 so sprožili napadalci Natchezov iz White Apple, ki so ubili štiri francoske trgovce. Bienville, ki je želel rešiti konflikt, je sklical sestanek poglavarjev v Veliki vasi Natchezov. Zbrani poglavarji so razglasili svojo nedolžnost in obtožili vojne poglavarje White Apple. Choctaw so pomagali Francozom v boju v vojni Natchezov leta 1716. Po vojni Natchezov leta 1716 so Francozi zgradili Fort Rosalie blizu Velike vasi Natchezov. Današnje mesto Natchez, Mississippi se je razvilo iz ustanovitve Fort Rosalie leta 1716.
Vojna je ponovno izbruhnila leta 1722 in 1723. Francozi so ju poimenovali Druga in Tretja vojna Natchezov, v bistvu pa sta bili dve fazi enega samega konflikta. Začelo se je v White Apple, kjer je prepir zaradi dolga povzročil, da je francoski trgovec ubil enega od vaščanov Natchezov. Francoski poveljnik Fort Rosalie je grajal morilca. Nezadovoljni s tem odzivom so se bojevniki Natchezov iz White Apple maščevali z napadom na bližnje francoske naselbine. Diplomatska prizadevanja Tetoviranega Kače so pomagala obnoviti mir. Toda v enem letu je Bienville vodil francosko vojsko na ozemlje Natchezov, z namenom kaznovanja bojevnikov White Apple. Bienville je zahteval predajo poglavarja White Apple kot povračilo za prejšnje napade Natchezov. Pod pritiskom Francozov in drugih vasi Natchezov je White Apple predal poglavarja Francozom.

## Upor Natchezov leta 1729 in posledice
Avgusta 1726 je Étienne Perier prispel kot novi guverner Louisiane z ukazi za nadaljnji razvoj naselbine Natchez. Perier je prekinil Bienvilleovo politiko diplomatskega sodelovanja z Natchezi in drugimi plemeni in niso hoteli priznati lastništva domorodcev nad njihovimi tradicionalnimi deželami. Za nadzor nad Fort Rosalie in naseljem Natchez je Perier imenoval Sieurja de Chéparta (znanega tudi kot Etcheparre in Chopart), ki je bil opisan kot "grabežljiv, ošaben in tiranski" in je zlorabljal tako vojake, naseljence kot tudi Natcheze. Perier in Chépart sta sklenila partnerstvo za razvoj velike plantaže na ozemlju Natchezov.
Novembra 1729 je Chépart napovedal popolno odstranitev Natchezov z njihove zemlje v bližnji prihodnosti in jim ukazal, naj izpraznijo vas White Apple, da bi lahko njeno zemljo uporabil za novo tobačno plantažo. To se je izkazalo za zadnjo žalitev za Natcheze, ki se niso bili pripravljeni ukloniti francoskim zahtevam. Poglavarji White Appla so poslali odposlance k potencialnim zaveznikom, vključno z Yazoo, Koroa, Illinois, Chickasaw in Choctaw. Poslali so tudi sporočila afriškim sužnjem bližnjih francoskih planta in jih povabili, naj se pridružijo Natchezom pri uporu za izgon Francozov.
28. novembra 1729 so Natchezi, pod vodstvom indijanskega poglavarja Velikega Sonca, napadli in uničili celotno francosko naselbino v Fort Rosalie, pri čemer so ubili med 229 in 285 kolonistov in zajeli približno 450 žensk in otrok.
Po napadu na Fort Rosalie se je Perier odločil, da je za zagotovitev blaginje in varnosti francoske kolonije potrebno popolno uničenje Natchezov. Zagotovil si je nevtralnost Choctawov in se lotil vojne iztrebljanja proti Natchezom.
Natchezi so zavzeli in zasedli Fort Rosalie. Maščevanje Francozov in zavezniških Choctawov je prisililo Natcheze k evakuaciji, pri čemer so utrdbo pustili v ruševinah. Januarja 1730 so Francozi poskušali oblegati glavno utrdbo Natchezov, vendar so bili odgnani. Dva dni kasneje je sila približno 500 Choctawov napadla in zavzela utrdbo, ubili so vsaj 100 Natchezov in rešili približno 50 francoskih ujetnikov ter 50–100 afriških sužnjev. Francoski voditelji so bili navdušeni, a presenečeni, ko so Choctawi zahtevali odkupnino za ujetnike.
Francozi in Natchezi so se napadali do leta 1731. 21. januarja 1731 je Perier z vojaškimi enotami kolonije in dvema bataljonoma marincev, ki jima je poveljeval njegov brat Antoine-Alexis Perier de Salvert, napadel trdnjavo Natchezov pri White Apple. 24. so Natchezi predlagali mir in nekateri poglavarji so se srečali s Perierjem, ki jim je predlagal, naj vstopijo v kočo, ki se je zdela zapuščena, a takoj ko so prestopili njen prag, jih je Perier ujel. 25. januarja se je predalo 45 moških in 450 žensk ter otrok in so bili ujeti, preostali Natchezi in njihovi poglavarji pa so ponoči pobegnili. Naslednje jutro so v trdnjavi našli le dva bolna moška in eno žensko. Perier je trdnjavo požgal in 28. so se Francozi začeli umikati. Perier je poglavarja Veliko Sonce, Malo Sonce, 45 drugih moških ujetnikov ter 450 žensk in otrok prodal v suženjstvo v kolonijo Saint-Domingue.
Čeprav so bili Natchezi po porazu močno oslabljeni, so se uspeli pregrupirati in izvesti zadnji napad na Francoze pri Fort St. Jean Baptiste]oktobra 1731. S pomočjo okrepitev iz Španije in indijanskih zaveznikov so Francozi pod poveljnikom trdnjave Louis Juchereau de St. Denisom izvedli protinapad in premagali Natcheze.
Upor Natchezov se je razširil v večji regionalni konflikt z mnogimi posledicami. Indijanci Yazoo in Koroa so se zavezali z Natchezi in doživeli enako usodo v porazu. Ljudstvo Tunica se sprva ni hotelo boriti na nobeni strani. Poleti 1730 je velika skupina Natchezov prosila za zatočišče pri Tunicah, kar jim je bilo dano. Ponoči so se Natchezi obrnili proti svojim gostiteljem, ubili 20 ljudi in oropali mesto. V zameno so Tunice napadale begunce Natchezov skozi 1730. in v 1740. leta.
Chickasawi so poskušali ostati nevtralni, a ko so skupine Natchezov leta 1730 začele iskati zatočišče, so se Chickasawi zavezali z begunci proti Francozom. Do leta 1731 so Chickasawi sprejeli veliko beguncev. Ko so Francozi leta 1731 zahtevali predajo Natchezov, ki so živeli med njimi, so Chickasawi to zavrnili. Francosko-chickasawski odnosi so se hitro poslabšali, kar je privedlo do "Chickasawskih vojn od 1736-1739". Nekateri natchezovski bojevniki, ki so našli zatočišče med Chickasawi, so se jim pridružili v boju proti Francozom. "Natchezovske vojne" in "Chickasawske vojne" so bile povezane tudi s francoskimi poskusi, da bi si zagotovili prost prehod po reki Mississippi. Med kampanjo leta 1736 proti Chickasawom so Francozi ponovno zahtevali, da se jim predajo Natchezi med njimi. Chickasawi so se kompromisno odločili in predali več Natchezov, skupaj z nekaterimi francoskimi vojnimi ujetniki.
V 1730. in 1740. letih, ko se je francosko-natchezovski konflikt razvil v francosko-chickasawsko vojno, so Choctawi zapadli v notranje spore. Razkol med profrancoskimi in proangleškimi frakcijami znotraj naroda Choctaw je dosegel točko nasilja in državljanske vojne.
Na afriško prebivalstvo Louisiane, tako sužnje kot svobodne črnce, so vplivale tudi indijanske vojne. Natchezi so spodbujali afriške sužnje, da se jim pridružijo v uporu. Večina jih ni, nekateri pa so se. Januarja 1730 se je skupina afriških sužnjev borila proti napadu Choctawov in Natchezom dala čas, da se pregrupirajo v svojih utrdbah. Junija 1731 je skupina zasužnjenih Bambara ljudi, navdihnjena z uporom Natchezov, poskušala organizirati upor sužnjev, vendar so francoske oblasti zatrle upor Samba, preden so lahko ukrepali. Več sužnjev se je borilo za Francoze, prav tako pa tudi nekateri svobodni ljudje barve (gens de couleur libres).
Zaradi prispevkov svobodnih ljudi barve med vojno Natchezov so jim Francozi dovolili, da se pridružijo milicam Louisiane. To jim je omogočilo pomembne povezave v kolonialno družbo, kar je prispevalo k doseganju neodvisnega socialnega statusa med francoskimi kolonisti in sužnji. V 19. stoletju so svobodni ljudje barve ustanovili razmeroma velik razred, zlasti v New Orleansu. Mnogi so delali kot visoko usposobljeni obrtniki; drugi so se izobraževali; ustanavljali so podjetja in pridobivali premoženje. Francoskega in afriškega porekla, osnova večine louisianskih kreolov barve, so večinoma govorili francosko in prakticirali katolicizem, medtem ko so včasih ohranjali vezi z vudujem in afriškimi praksami.

## Natchez po letu 1730
Po vojni 1729–1731 je bila družba Natchezov v pretresih in ljudje so se razkropili. Večina preživelih se je sčasoma naselila med Muscogee (Creek), Chickasaw ali z britanskimi kolonisti v Trinajstih kolonijah. Večina slednjih dveh skupin Natchezov se je sčasoma integrirala s Cherokeeji.
Natchezi so se naselili večinoma ob reki Hiwassee v Severni Karolini. Glavno mesto Natchezov, ki datira okoli leta 1755, se je nahajalo blizu današnjega Murphyja v Severni Karolini. Okoli leta 1740 se je majhna skupina beguncev Natchezov naselila ob potoku blizu sotočja rek Tellico in Little Tennessee. Potok je postal znan kot Notchy Creek po Natchezih. Naselje se je imenovalo Natchey Town ali Natsi-yi (Cherokee za "mesto Natchezov"). Bilo je rojstni kraj vodje Cherokeejev Dragging Canoeja, čigar mati je bila Natchez in ugrabljena kot mlado dekle. V poznejših letih je oče Dragging Canoeja, Attacullaculla, živel v Natchey Townu. Večina Natchezov, ki so živeli s Cherokeeji, jih je v 1830-ih spremljala pri prisilni odstranitvi, "Poti solz" na Indijansko ozemlje (kasneje Oklahoma).
Nekaj jih je ostalo v Severni Karolini. Njihovi potomci so del zvezno priznanega vzhodnega plemena Cherokee Indijancev. Nekaj Cherokee-Natchezov je bilo dovoljeno ostati v Južni Karolini kot naseljenci skupaj s Kusso, vzhodnim plemenom Natchez in PeeDee. (Država Južna Karolina je priznala pleme Natchez-Kusso, vzhodno pleme Natchez in pleme PeeDee.) Večina preostalih državljanov Natchezov je znotraj naroda Cherokee (pribl. 185.000), naroda Mikasuki, naroda Seminoli, naroda Chickasaw, z nekaj v sodobnem narodu Choctaw na njihovih rezervatih v Oklahomi; skoraj polovica države.
Znotraj zvezno priznanega plemena Muscogee (Creek) Nation je veliko število državljanov Natchezov; približno 12.000. Natchezi so bili sestavni člani zgodovinske konfederacije Creek in podpisniki Newyorške pogodbe iz leta 1790, Colerainske pogodbe iz leta 1796, in 1814 Pogodbe Fort Jackson. V tem času so Natchezi uživali status podpisnikov in članstvo v konfederaciji Creek ter ustanovili svoje mesto blizu reke Coosa v Talladega okrožju, Alabama.

## Sodobni Natchezi

### V Oklahomi
Danes so glavna naselja naroda Natchez (Nvce ali Nahchee), plemena, ki je sklenilo pogodbo, znotraj južnih polovic narodov Creek in Cherokee Nation v Oklahomi. Narod je leta 2003 razvil ustavo, ki potrjuje njihove dolgoletne tradicije samouprave. Približno 197.000 Natchezov je članov naroda (dvomljivo). Članstvo temelji na matrilinealnem poreklu od ljudi, navedenih na seznamih "Dawes Rolls" ali posodobljenih evidencah iz leta 1973. Narod dovoljuje državljanom, da imajo več kot eno plemensko pripadnost, pri čemer prosi le za prostovoljno delo ali donacije za podporo narodu in njegovim programom.
Družine Natchez so prav tako člani med preostalimi "Five Civilized Tribes". Zastopane so kot korporacije znotraj "Seminole Tribe of Oklahoma" in "Sac & Fox Nation".
Trenutno vodstvo naroda Natchez sestavljajo mirovni poglavar (imenovan "Veliko sonce"), vojni poglavar in štiri glavne (klanske) matere. Drugi voditelji Natchez Sun so bili K.T. "Hutke" Fields (glavni mirovni poglavar/Veliko sonce, 1996–), Eliza Jane Sumpka (glavna mati klana), William Harjo LoneFight, Robert M. Riviera (glavni vojni poglavar, 1997), Watt Sam, Archie Sam, White Tobacco Sam, Creek Sam in drugi.

### V Južni Karolini
Zgodovinsko majhne skupnosti in naselja Natchez so bile razpršene po jugovzhodu vse do Južne Karoline, potem ko so jih Francozi leta 1731 razkropili iz Misisipija. Leta 1747 je majhna skupina Natchezov zapustila Cherokeeje in se naselila v današnjem okrožju Colleton, Južna Karolina, približno 10 kilometrov južno od današnjega mesta Walterboro. Guverner province Južne Karoline James Glen je tej majhni skupini, sestavljeni iz sedmih moških, poleg žensk in otrok, dovolil, da se naseli blizu reke Edisto. Dokumentirano je, da je skupina živela med letoma 1750 in 1763, 7 kilometrov jugozahodno od nekdanje plantaže Thomasa Ebersona, znotraj St. Bartholomew.
Obstajata dve državno priznani plemeni, ki trdita, da izvirata iz teh Natchezov v Južni Karolini, pleme Edisto Natchez-Kusso iz Južne Karoline in indijansko pleme Pee Dee iz Južne Karoline, ki sekundarno trdi, da ima dediščino Natchezov prek porekla iz zgodovinskega ljudstva Pedee. Južna Karolina dodatno priznava indijansko pleme Natchez iz Južne Karoline kot državno priznano dediščinsko "skupino", kar je pravno ločen status od državnega priznanja kot plemena. Vsem trem entitetam trenutno manjka zvezno priznanje s strani Urada za indijanske zadeve.

## Jezik
Jezik Natchez se na splošno šteje za jezikovni izolat. Kot je prvotno predlagal John Swanton v začetku 20. stoletja, nekateri učenjaki verjamejo, da je morda povezan z muskogejskimi jeziki. Njegova zadnja dva tekoča govorca, Watt Sam in Nancy Raven, sta umrla leta 1944 oziroma 1957. V 21. stoletju si narod Natchez prizadeva, da bi ga oživil kot govorjeni jezik med svojim ljudstvom.

## Sistem porekla
Natchezi so znani po nenavadnem socialnem sistemu plemiških razredov in eksogamnih porok. Člani najvišjega razreda, imenovanega Sonca, naj bi se morali poročiti le s člani najnižjega navadnega razreda, imenovanega Smrdljivci ali navadni ljudje. Sistem porekla Natchezov je bil predmet številnih akademskih študij. Učenjaki razpravljajo o tem, kako je sistem deloval pred diasporo leta 1730 in tema je povzročila polemike.
Dokumentacija primarnih virov o sistemu sorodstva in porekla Natchezov pred letom 1730 temelji na relativno majhnem številu francoskih kolonistov, ki so zabeležili informacije o družbenem življenju Natchezov med približno letoma 1700 in 1730. Fragmentarni in dvoumni, francoski zapisi so edini zgodovinski zapisi o družbi Natchezov pred letom 1730. Preučene so bile tudi ustne tradicije Natchezov. Prvo sodobno etnografsko študijo je leta 1911 opravil John R. Swanton. Swantonove interpretacije in zaključki so še vedno splošno sprejeti in pogosto citirani. Kasnejši raziskovalci so obravnavali različne probleme s Swantonovo interpretacijo. Nekateri raziskovalci so predlagali spremembe Swantonovega modela, medtem ko so drugi večino zavrnili.
Po Swantonovi interpretaciji je bil socialni status med Natchezi razdeljen v dve glavni kategoriji, navadne ljudi in plemstvo. Plemstvo je bilo nadalje razdeljeno v tri razrede (ali kaste), imenovane Sonca, Plemiči in Častni ljudje. Prakticirala se je plemiška eksogamija, kar pomeni, da so se člani plemiških razredov lahko poročali samo z navadnimi ljudmi. Socialni status in razred osebe sta bila določena matrilinearno. To pomeni, da so se otroci ženskih Sonc, Plemičev ali Častnih rodili v statusu svojih mater. Vendar pa otroci moških Sonc in Plemičev niso prevzeli statusa navadnih ljudi od svojih mater, kot bi se zdelo, da narekujeta plemiška eksogamija in matrilinearni izvor, ampak so bili uvrščeni en razred pod svoje očete. Z drugimi besedami, otroci moških Sonc so postali Plemiči, medtem ko so otroci moških Plemičev postali Častni, po Swantonu.
Mnogi kasnejši raziskovalci so se osredotočili na tako imenovani "Natchezov paradoks", ki naj bi ga povzročil Swantonov model. Paradoks je v tem, da bi se, če bi se opisana pravila strogo upoštevala, sčasoma izčrpal razred navadnih ljudi, medtem ko bi se nižji plemiški razredi povečali.
Predlagane so bile tri splošne spremembe Swantonove interpretacije za reševanje Natchezovega paradoksa.
Prvič, morda se je prakticirala asimetrična dediščina, pri kateri so samo moški otroci moškega plemstva podedovali socialni razred eno stopnjo pod svojimi očeti, medtem ko so ženski otroci moških plemičev podedovali status navadnih ljudi svojih mater v matrilinearni dediščini. S tem je povezana ideja, da kategorija Častnih ni bila socialni razred, ampak častni naziv, podeljen moškim navadnim ljudem in ni bil deden.
Drugič, asimilacija tujcev, kot so skupine Timucua, bi lahko vsaj odložila učinke Natchezovega paradoksa. Raziskovalci, ki zagovarjajo to idejo, jo pogosto povezujejo s predlogom, da je bil Natchezov sistem plemiške eksogamije v začetku 18. stoletja razmeroma nedaven razvoj v njihovi družbi. Po tem argumentu so Natchezi v razmeroma kaotičnih 16. in 17. stoletjih ohranjali svoj tradicionalni socialni sistem tako, da so ga prilagodili novim razmeram. Asimilirali so tujce kot navadne ljudi in uvedli novo zahtevo plemiške eksogamije.
Tretjič, socialni razredi, ki jih je opisal Swanton, niso bili razredi ali kaste, kot se ti izrazi običajno uporabljajo v angleščini, ampak eksogamni razvrščeni klani ali moietije, z vzorci dedovanja, ki so bili skupni večini domorodnih ljudstev ameriškega jugovzhoda. Plemena, kot so Chickasaw, Creek, Timucua, Caddo in Apalachee, so bila organizirana v razvrščene klane, z zahtevo, da se ne sme poročiti znotraj svojega klana. S to teorijo je povezana ideja, da status Častnih ni bil razred ali klan, ampak naziv. Status Sonca prav tako morda ni bil razred, ampak izraz za kraljevo družino. Če je to res, bi bila Natchezova družba moietija samo dveh skupin, navadnih ljudi in plemičev. Zahteva po eksogamiji se je morda nanašala samo na Sonca, ne pa na celotno plemstvo.
Nekateri raziskovalci trdijo, da je bila prepoved poroke Sonc s Soncem v veliki meri stvar incesta. V začetku 18. stoletja so bila vsa Sonca določene generacije očitno povezani znotraj treh stopenj krvnega sorodstva (bratje in sestre, bratranci in sestrične v prvem kolenu ter bratranci in sestrične v drugem kolenu). Navada, da so se Sonca poročala z navadnimi ljudmi in ne s plemiči, je bila morda bolj preferenca kot zahteva. Končno, medtem ko Swantonova interpretacija trdi, da so se morali tudi plemiči poročati z navadnimi ljudmi, so kasnejši raziskovalci v to podvomili. Zlasti so opazili napačen prevod primarnih virov in Swantonovo napačno branje. Z drugimi besedami, morda je bila eksogamna poroka zahtevana le od Sonc in ta zahteva je bila morda predvsem posledica tabuja proti incestu.
Lorenz predlaga, da celoten sorodstveni sistem ni temeljil na razredih, kastah ali klanih, temveč na stopnjah genealoške ločitve od vladajoče Sončeve matrilinije. Lorenzova interpretacija ne vključuje asimetričnega porekla ali plemiške eksogamije. Namesto tega je bila oseba Son, če je bila znotraj treh stopenj matrilateralne]ločitve od najstarejše ženske Soca vladajoče matrilinije (imenovane "Bela ženska"). Plemiči so bili tisti ljudje, ki so bili štiri, pet ali šest stopenj oddaljeni od Bele ženske, medtem ko so bili ljudje, oddaljeni sedem stopenj ali več, navadni ljudje. V tem sistemu bi se moški otroci moških vladajočih Sonc naravno spuščali za en "razred" na generacijo in bi se morali poročiti zunaj "razreda", da bi se izognili incestu. Edina izjema je bil primer moškega otroka moškega plemiča, ki je z rojstvom pridobil častni naziv.
Mnogi raziskovalci se strinjajo, da skupina Častnih ni bila plemiški razred, temveč naziv prestiža, podeljen navadnim moškim za dejanja poguma v vojni ali navadnim ženskam, ki so ob smrti Sonca ritualno žrtvovale svoje dojenčke kot del pogrebnih in žalnih praks. Poleg tega so bili ljudje s statusom Častnih lahko povišani v plemiče za zaslužna dejanja.

## Etnobotanika
Natchezi dajejo "Potentilla canadensis" kot zdravilo tistim, za katere verjamejo, da so začarani.

## Pomembni ljudje
- Tattooed Arm, ženska iz 18. stoletja Sun (mati Velikega Suna)

- Tattooed Serpent (umrl 1725), vojni poglavar

- William Harjo LoneFight (rojen 1966), predsednik in izvršni direktor American Native Services

- Nancy Raven (ok. 1850 – 1930-ta) pripovedovalka zgodb, kulturna zgodovinarka, ena zadnjih naravnih govorcev jezika Natchez

- Archie Sam (1914–1986), tradicionalist, učenjak in vodja plesa stomp

- Watt Sam (ok. 1857 – 1930-ta), zdravilec, kulturni zgodovinar, eden zadnjih naravnih govorcev jezika Natchez

- Marguerite Scypion (ok. 1770-ta – po 1836), sužnja v Saint Louis, Missouri, ki je po 30-letnem boju dobila tožbo za svobodo na državnem sodišču, na podlagi porekla od matere Natchez, potem ko so Španci prepovedali trgovino z indijanskimi sužnji (1764)

- Tommy Wildcat (rojen 1967), tradicionalist, flavtist, kulturni zgodovinar